# Могилёв, Анатолий Владимирович
Анато́лий Влади́мирович Могилёв (укр. Анатолій Володимирович Могильов; род. 6 апреля 1955, Петропавловск-Камчатский, Камчатская область, РСФСР, СССР) — украинский политик, генерал-полковник милиции.
Министр внутренних дел Украины (2010—2011). Председатель Совета Министров Автономной Республики Крым с 8 ноября 2011 по 27 февраля 2014 года. Обладатель первого паспорта Интерпола.

## Образование
- 1972 — средняя школа № 2 города Славянска Донецкой области.
- 1977 — Славянский педагогический институт Донецкой области, факультет физики.
- 1993 — Украинская академия внутренних дел по специальности «юрист-правовед».

## Биография
- 1977—1979 — учитель физики Цветочненской средней школы Белогорского района Крымской области.
- 1979—1981 — служил в Советской Армии. Проходил службу в войсках ПВО в Ленинградском военном округе.
- 1981—1982 — учитель физики средней школы № 18 в городе Славянске Донецкой области.
- С июня 1982 — в органах внутренних дел: участковый инспектор по делам несовершеннолетних, оперуполномоченный уголовного розыска, начальник отдела по руководству участковыми инспекторами, начальник уголовного розыска, заместитель начальника по оперативной работе Славянского РОВД.
- декабрь 1992 — июль 1995 — старший оперуполномоченный по особо важным делам отдела внутренней безопасности УВД Донецкой области.
- 1995—2000 — начальник Артемовского горотдела УМВД Украины в Донецкой области.
- 2000—2005 — начальник Макеевского городского управления МВД Украины в Донецкой области.
- февраль 2007 — декабрь 2007 — начальник Главного управления МВД Украины в Автономной Республике Крым.
- С декабря 2007 — в распоряжении министра внутренних дел Украины.
- Руководитель Крымского штаба кандидата в президенты Украины Виктора Януковича на выборах 2010 года.
- 11 марта 2010 — 7 ноября 2011 — министр внутренних дел Украины[1]. 23 августа 2011 года присвоено специальное звание генерал-полковника милиции.
- 8 ноября 2011 — 27 февраля 2014 — Председатель Совета министров Автономной Республики Крым. В ночь с 26 на 27 февраля российским спецназом[2][3][4][5][6] были захвачены[7] здания Верховного Совета и Совета министров АР Крым в Симферополе[8]. Работа крымского правительства была полностью остановлена, министры и сотрудники не были допущены на свои рабочие места, как прелюдия к тому, что вместо них будет поставлено новое правительство[9]. Премьер-министр Крыма Анатолий Могилев связался с Киевом, но не получил четких инструкций. Новые киевские власти еще не имели полного контроля над вооруженными силами и службами безопасности[10]. Группа российских военных без опознавательных знаков собрала по Симферополю депутатов Крымского Верховного совета и доставила их в захваченное здание парламента[10]. Депутаты не особо хотели принимать участие в происходящих событиях. По сообщениям гражданина РФ Игоря Гиркина, одного из командиров, участвовавших в крымских событиях, им приходилось «загонять» депутатов в зал для принятия решений[11][12][13]. В захваченном российскими силами здании Верховного Совета Автономной Республики Крым была проведена чрезвычайная сессия парламента АРК. Депутаты проголосовали по заранее подготовленным решениям об отстранении назначенного Януковичем премьер-министра Крыма Анатолия Могилева[10].

## Общественная деятельность
- Депутат Макеевского горсовета (2006—2010).
- Член Партии регионов в 2008—2010 (перерыв на время занятия должности министра внутренних дел) и с 2011.
- Председатель Крымской республиканской организации Партии регионов с 29 ноября 2011.

## Критика
Приступив к исполнению должности министра внутренних дел при президенте Викторе Януковиче, Анатолий Могилёв уже на следующий день был подвергнут критике со стороны лидеров крымских татар и их сторонников среди украинских политиков. С крайне резким заявлением выступил заместитель председателя Меджлиса крымскотатарского народа Рефат Чубаров, его поддержали бывший министр внутренних дел Юрий Луценко и бывший представитель президента Украины в АРК Геннадий Москаль.
В 2011 году Могилёв за действия подчинённого ему ведомства, которое обвиняют в многочисленных случаях избиения журналистов во время судебных процессов и массовых акций, занял первое место в рейтинге врагов прессы по версии Независимого медиапрофсоюза и Института массовой информации.

## Специальное звание
- Генерал-лейтенант милиции (20 августа 2010 года)[16]
- Генерал-полковник милиции (23 августа 2011 года)[17]

## Награды и почётные звания
- Орден «За заслуги» III ст. (30 ноября 2012 года) — за значительный личный вклад в социально-экономическое, научно-техническое, культурно-образовательное развитие Украинского государства, весомые трудовые достижения, многолетний добросовестный труд[18]
- Знак МВД Украины «Крест Славы»
- Знак «Шахтёрская слава» I, II и III степеней
- Знак «За заслуги перед Макеевкой»
- Почётный президент футбольного клуба «Таврия» (27 марта 2012 года)[19]
- Премия «Инвестиционный ангел» (2011 год, Международная организация кредиторов)[20].